# Хто зверху?
Хто зве́рху? — українська телепрограма, що виходить на Новому каналі щочетверга, починаючи з 10 березня 2012 року. Ведучими перших двох сезонів були Ольга Фреймут та Сергій Притула. В третьому сезоні Ольгу Фреймут змінила Катерина Варнава. Також там є «пан суддя», що говорить голосом Олександра Педана та сміливо називає себе «божеством без статі». В сьомому сезоні Катерину Варнаву змінила Леся Нікітюк. В дванадцятому сезоні Сергія Притулу змінив Богдан Шелудяк.
«Хто зверху?» – адаптований Новим каналом формат шоу «Battle of the Sexes» телекомпанії «Talpa».

## Правила шоу
У цьому шоу беруть участь дві команди — чоловіча та жіноча. Щоб перемогти, жінкам доведеться запитати себе: що вони знають про чоловічий світ і як чоловіки до цього ставляться? Чоловіки, своєю чергою, повинні зробити те ж саме щодо жінок.
Дуель чоловічого й жіночого світів ділиться на раунди, що складаються з бліцопитувань, різних конкурсів та змагальних ігор. Крім того, обговорюються теми, яких чоловіки та жінки у присутності один одного не торкаються. Шоу складається з семи конкурсів (накопичення грошей). Переможець визначається у фінальному, восьмому раунді, де гроші переможця зростають удвічі.

## Рейтинг
10 березня 2012 року перший епізод розважального шоу мав рейтинг 4,05 %, частку 11,96 % за комерційною аудиторією каналу (14-49, вибірка «50 тис. +»). За вибіркою «Вся Україна» показники нижчі — рейтинг 3,01 %, частка 8,95 %.

## Ведучі
| Ведучі           | Сезон | Сезон | Сезон | Сезон | Сезон | Сезон | Сезон | Сезон | Сезон | Сезон | Сезон | Сезон | Сезон |
| Ведучі           | 1     | 2     | 3     | 4     | 5     | 6     | 7     | 8     | 9     | 10    | 11    | 12    | 13    |
| Олександр Педан  | суддя | суддя | суддя | суддя | суддя | суддя | суддя | суддя | суддя | суддя | суддя | суддя | суддя |
| Сергій Притула   |       |       |       |       |       |       |       |       |       |       |       |       |       |
| Ольга Фреймут    |       |       |       |       |       |       |       |       |       |       |       |       |       |
| Катерина Варнава |       |       |       |       |       |       |       |       |       |       |       |       |       |
| Леся Нікітюк     |       |       |       |       |       |       |       |       |       |       |       |       |       |
| Богдан Шелудяк   |       |       |       |       |       |       |       |       |       |       |       |       |       |
| Володимир Дантес |       |       |       |       |       |       |       |       |       |       |       |       |       |
| ---------------- | ----- | ----- | ----- | ----- | ----- | ----- | ----- | ----- | ----- | ----- | ----- | ----- | ----- |

## Сезони

### 1—13 сезони
Суддя шоу Олександр Педан.

### 1—2 сезони
Капітан жіночої команди Ольга Фреймут.
Капітан чоловічої команди Сергій Притула.

### 3—6 сезони
Капітан жіночої команди Варнава Катерина.
Капітан чоловічої команди Сергій Притула.

### 7—11 сезони
Капітан жіночої команди Леся Нікітюк.
Капітан чоловічої команди Сергій Притула.

### 12 сезон
Капітан жіночої команди Леся Нікітюк.
Капітан чоловічої команди Богдан Шелудяк.

### 13 сезон
Капітан жіночої команди Леся Нікітюк.
Капітан чоловічої команди Володимир Дантес.

## Зіркові учасники
| 1 сезон   | Чоловіча команда                                                      | Жіноча команда                                          |
| --------- | --------------------------------------------------------------------- | ------------------------------------------------------- |
| 1 випуск  | Фоззі Юрій Горбунов Михайлюта Олег Ігорович                           | Ольга Цибульська Анна Завальська Аліна Завальська       |
| 2 випуск  | Яма Владислав Миколайович Танкович Дмитро Леонідович Позитив (співак) | Оля Полякова Дорофєєва Надія Олена-Крістіна Лебідь      |
| 3 випуск  | Харчишин Валерій Гера Сергій Юрій Каплан                              | Василіса Фролова Безсонова Ганна Анастасія Касілова     |
| 4 випуск  | Дмитро Дікусар Дмитро Бурундуков Коляденко Дмитро                     | Шоптенко Олена Собко Марія Іра Чемпіон                  |
| 5 випуск  | Павло Шелько Кирило Капустін Кривошапко Олександр                     | Денисова Тетяна Валерія Крук Надія Матвєєва             |
| 6 випуск  | Васильков Микола Олійник Вадим Володимир Дантес                       | Аліна Виноградова Аня Добриднєва Тодоренко Регіна       |
| 7 випуск  | Скічко Олександр Володимир Ткаченко Решетнік Григорій                 | Вікторія Батуі Волкова Ірина Тетяна Воржева             |
| 8 випуск  | Вірастюк Василь Шабанов Андрій Денис Силантьєв                        | Марися Горобець Джамала Подкопаєва Лілія                |
| 9 випуск  | Сморигін Євген Сосєдов Сергій Олег Кензов                             | MamaRika Тарабарова Світлана Ліна Міцукі                |
| 10 випуск | Неліпа Максим Положинський Олександр Узелков В'ячеслав                | Лавіка Вітовська Ірма Кароліна Ашіон                    |
| 11 випуск | Кузін Сергій В’ячеслав Соломка Денис ("Аферисти")                     | Соня Сотник Матвієнко Антоніна Цимбалюк Інна Анатоліївн |
| 12 випуск | Собчук Олег Церковний Олексій Андрій Ковальський                      | Дівчина Блонда Жижа Ганна Юлія Довгань                  |

| 27 серпня 2020 |